# Detroit Pistons 2006-2007
La stagione 2006-07 dei Detroit Pistons fu la 58ª nella NBA per la franchigia.
I Detroit Pistons vinsero la Central Division della Eastern Conference con un record di 53-29. Nei play-off vinsero il primo turno con gli Orlando Magic (4-0), la semifinale di conference con i Chicago Bulls (4-2), perdendo poi la finale di conference con i Cleveland Cavaliers (4-2).

## Roster
| N° | Naz.                   | Ruolo | Sportivo         | Anno | Alt. | Peso |
| -- | ---------------------- | ----- | ---------------- | ---- | ---- | ---- |
| 1  | Stati Uniti (bandiera) | G     | Chauncey Billups | 1976 | 191  | 92   |
| 6  | Stati Uniti (bandiera) | G     | Ronald Murray    | 1979 | 193  | 86   |
| 8  | Stati Uniti (bandiera) | G     | Will Blalock     | 1983 | 183  | 93   |
| 10 | Stati Uniti (bandiera) | G     | Lindsey Hunter   | 1970 | 188  | 77   |
| 12 | Stati Uniti (bandiera) | A     | Ronald Dupree    | 1981 | 201  | 95   |
| 13 | Stati Uniti (bandiera) | C     | Nazr Mohammed    | 1977 | 208  | 100  |
| 20 | Argentina (bandiera)   | G     | Carlos Delfino   | 1982 | 198  | 104  |
| 22 | Stati Uniti (bandiera) | A     | Tayshaun Prince  | 1980 | 206  | 98   |
| 24 | Stati Uniti (bandiera) | AC    | Antonio McDyess  | 1974 | 206  | 100  |
| 25 | Stati Uniti (bandiera) | A     | Amir Johnson     | 1987 | 206  | 95   |
| 32 | Stati Uniti (bandiera) | GA    | Richard Hamilton | 1978 | 198  | 84   |
| 34 | Stati Uniti (bandiera) | A     | Dale Davis       | 1969 | 211  | 104  |
| 36 | Stati Uniti (bandiera) | AC    | Rasheed Wallace  | 1974 | 208  | 102  |
| 54 | Stati Uniti (bandiera) | A     | Jason Maxiell    | 1983 | 201  | 118  |
| 84 | Stati Uniti (bandiera) | AC    | Chris Webber     | 1973 | 206  | 111  |

## Staff tecnico
- Allenatore: Flip Saunders
- Vice-allenatori: Ron Harper, Igor Kokoškov, Don Zierden